# Kaoh Pong Satv (gmina)
Kaoh Pong Satv – gmina (khum) w północno-zachodniej Kambodży, w środkowej części prowincji Bântéay Méanchey, w dystrykcie Seirei Saôphoăn. Stanowi jedną z 8 gmin dystryktu.

## Miejscowości
Na obszarze gminy położonych jest 5 miejscowości:
- Kaoh Pong Satv
- Ta Sokh
- Preah Angk
- Snay Dangkot
- Angkea Bos